# Рота-Боназио-Локатели (Бергамо)
Рота-Боназио-Локатели је насеље у Италији у округу Бергамо, региону Ломбардија.
Према процени из 2011. у насељу је живело 26 становника. Насеље се налази на надморској висини од 219 м.